# Maoricrater explorata
Maoricrater explorata es una especie de molusco gasterópodo de la familia Lepetidae.

## Distribución geográfica
Se encuentra  en Nueva Zelanda.